# Günter Altner
Günter Altner (* 20. September 1936 in Breslau; † 6. Dezember 2011) war ein deutscher Biologe und evangelischer Theologe.

## Leben
Altner war der Sohn eines Chemikers und wuchs vom ersten Lebensjahr bis zum Abitur in Opladen auf. Sein älterer Bruder ist der Biologe und ehemalige Regensburger Hochschulrektor Helmut Altner (* 1934), sein jüngerer Bruder ist Landschaftsarchitekt. Günter Altner studierte evangelische Theologie und Biologie in Wuppertal, Göttingen, Mainz und Gießen.
Seit 1961 in der Akademiearbeit der Evangelischen Kirche im Rheinland tätig, war er von 1968 bis 1971 Studienleiter für Grenzfragen im Bereich Theologie und Naturwissenschaften an der Evangelischen Akademie in Mülheim an der Ruhr. 1971 erhielt Günter Altner einen Ruf als Ordinarius für Humanbiologie an der Pädagogischen Hochschule Schwäbisch Gmünd, wechselte aber bereits 1973 als Wissenschaftlicher Referent an die Forschungsstätte der Evangelischen Studiengemeinschaft (FEST) in Heidelberg. Von 1977 bis zu seiner Emeritierung 1999 war Altner Professor für Evangelische Theologie mit Schwerpunkt Systematische Theologie und Sozialethik an der Universität Koblenz-Landau. Von 1985 bis 2003 war er stellvertretender Richter am Staatsgerichtshof für das Land Baden-Württemberg in der Gruppe „ohne Befähigung zum Richteramt“. Von 1979 bis 1982 war er Mitglied der Enquete-Kommission Zukünftige Energiepolitik des Deutschen Bundestags, von 1999 bis 2002 Mitglied im Ethik-Beirat beim Bundesministerium für Gesundheit. Altner, der 1977 zu den Mitbegründern des Freiburger Öko-Instituts gehörte, stand der Gentechnik kritisch gegenüber und verlangte 1987, sie nicht länger mit öffentlichen Mitteln zu fördern. Außerdem forderte Altner ein Verbot der Freisetzung genetisch veränderter Organismen und ein totales Verbot biologischer Waffen auf internationaler Ebene. Altner lebte zuletzt in Berlin.

## Publikationen (Auswahl)
- Schöpfungsglaube und Entwicklungsgedanke in der protestantischen Theologie zwischen Ernst Haeckel und Teilhard de Chardin, 1964 DNB 482350954 (Dissertation Universität Göttingen, Theologische Fakultät, 18. Oktober 1964, III, 200 Seiten).
- Schöpfung am Abgrund – Die Theologie vor der Umweltfrage. Neukichener Verlag. Neukirchen-Vluyn 1972. ISBN 3-7887-0390-3.
- Zwischen Natur und Menschengeschichte. Perspektiven für eine neue Schöpfungstheologie. Chr. Kaiser Verlag. München 1975.
- Überlebenskrise der Gegenwart. Ansätze zum Dialog mit der Natur in Naturwissenschaft und Theologie. Wissenschaftliche Buchgesellschaft. Darmstadt 1987.
- Ökologie, Gesellschaft, Umweltwissenschaft. Mein Weg in die Perspektive der Nachhaltigkeit. unibuch Verlag, Lüneburg 2000, ISBN 978-3-934900-05-9 (= Lüneburger Universitätsreden, Heft 4).

## Festschrift für Günter Altner
- Gerd Michelsen (Hrsg.): Ein Grenzgänger der Wissenschaften : aktiv für Natur und Mensch, Festschrift für Günter Altner zum 65. Geburtstag. Edition Sigma, Berlin 2001, ISBN 3-89404-488-8.

## Auszeichnungen
- 2000 Ehrendoktorwürde der Fakultät Nachhaltigkeit der Universität Lüneburg